# Ртищево I
Рти́щево I — узловая участковая железнодорожная станция Мичуринского региона Юго-Восточной железной дороги, расположенная в городе Ртищеве Саратовской области.
Движение от станции в четырёх направлениях на Тамбов, Саратов, Пензу, Балашов.

## История
На станции Ртищево в 1899 году, впервые в России, была построена сортировочная горка.

## Деятельность
На станции осуществляются:
- продажа пассажирских билетов;
- приём, выдача багажа;
- приём и выдача повагонных отправок грузов (открытые площадки);
- приём и выдача мелких отправок грузов (крытые склады);
- приём и выдача повагонных и мелких отправок (подъездные пути);
- приём и выдача повагонных отправок грузов (крытые склады);
- приём и выдача грузов в универсальных контейнерах(3 и 5т);
- приём и выдача мелких отправок грузов (открытые площадки).[4]

## Пассажирское движение
Через станцию осуществляются пассажирские перевозки на Москву,  Адлер,  Алма-Ату, Анапу, Астану, Астрахань, Балаково, Белгород, Берлин, Брест, Волгоград, Воркуту, Екатеринбург, Ижевск, Иркутск, Казань, Кисловодск, Красноярск,  Махачкалу, Нижний Новгород, Новороссийск, Новосибирск, Самару, Санкт-Петербург, Саратов, Симферополь, Томск, Тынду, Уфу, Челябинск и другие города.
По графику 2021 года через станцию курсируют следующие поезда дальнего следования:

### Круглогодичное движение поездов
| № поезда    | Маршрут движения               | № поезда     | Маршрут движения               |
| ----------- | ------------------------------ | ------------ | ------------------------------ |
| 5 "Лотос"   | Астрахань — Москва             | 6 "Лотос"    | Москва — Астрахань             |
| 9 "Саратов" | Саратов — Москва               | 10 "Саратов" | Москва — Саратов               |
| 17          | Саратов — Москва               | 18           | Москва — Саратов               |
| 31          | Саратов — Москва               | 32           | Москва — Саратов               |
| 47          | Балаково — Москва              | 48           | Москва — Балаково              |
| 75 «Таврия» | Омск — Симферополь             | 76 «Таврия»  | Симферополь — Омск             |
| 85          | Махачкала — Москва             | 86           | Москва — Махачкала             |
| 109         | Астрахань — Санкт-Петербург    | 110          | Санкт-Петербург — Астрахань    |
| 111         | Орск — Кисловодск              | 112          | Кисловодск — Орск              |
| 115         | Томск — Адлер                  | 116          | Адлер — Томск                  |
| 117         | Самара — Адлер                 | 118          | Адлер — Самара                 |
| 123         | Новосибирск — Белгород         | 124          | Белгород — Новосибирск         |
| 133         | Дербент — Москва               | 134          | Москва — Дербент               |
| 137         | Саратов — Москва               | 138          | Москва — Саратов               |
| 139         | Барнаул — Адлер                | 140          | Адлер — Барнаул                |
| 307         | Саратов — Барановичи           | 308          | Барановичи — Саратов           |
| 309         | Воркута — Адлер                | 310          | Адлер — Воркута                |
| 311         | Воркута — Новороссийск         | 312          | Новороссийск — Воркута         |
| 325         | Пермь — Новороссийск           | 326          | Новороссийск — Пермь           |
| 335         | Екатеринбург — Новороссийск    | 336          | Новороссийск — Екатеринбург    |
| 339/340     | Нижний Новгород — Новороссийск | 339/340      | Новороссийск — Нижний Новгород |
| 344/343     | Балашов — Москва               | 344/343      | Москва — Балашов               |

### Сезонное движение поездов
| № поезда | Маршрут движения                              | № поезда | Маршрут движения                              |
| -------- | --------------------------------------------- | -------- | --------------------------------------------- |
| 203      | Томск — Анапа                                 | 204      | Анапа — Томск                                 |
| 233      | Екатеринбург — Имеретинский курорт            | 234      | Имеретинский курорт — Екатеринбург            |
| 289      | Екатеринбург — Анапа                          | 290      | Анапа — Екатеринбург                          |
| 473      | Самара — Анапа                                | 474      | Анапа — Самара                                |
| 475      | Казань — Имеретинский курорт                  | 476      | Имеретинский курорт — Казань                  |
| 487      | Самара — Сухум                                | 488      | Сухум — Самара                                |
| 497      | Ижевск — Адлер                                | 498      | Адлер — Ижевск                                |
| 501      | Киров — Анапа                                 | 502      | Анапа — Киров                                 |
| 507      | Ижевск — Новороссийск                         | 508      | Новороссийск — Ижевск                         |
| 531      | Киров — Адлер                                 | 532      | Адлер — Киров                                 |
| 549      | Тольятти — Адлер                              | 550      | Адлер — Тольятти                              |
| 583      | Казань — Анапа                                | 584      | Анапа — Казань                                |
| 591      | Приобье — Пермь — Анапа                       | 592      | Анапа — Пермь — Приобье                       |
| 595      | Новый Уренгой — Тюмень — Екатеринбург — Анапа | 596      | Анапа — Екатеринбург — Тюмень — Новый Уренгой |